# Sigurd Debus
Sigurd Debus (7 de maig de 1942 - Hamburg, 16 d'abril de 1981) va ser un activista polític alemany, vinculat a l'esquerra revolucionària alemanya dels anys 1960, se l'associa proper al grup armat Fracció de l'Exèrcit Roig (RAF). El 30 de maig de 1975 va ser condemnat a dotze anys de presó i durant una vaga de fam, amb alimentació forçada oficialment ordenada, va caure en coma i va morir poc després.

## Trajectòria
Com a empleat d'una companyia petroliera, va estar en contacte per primera vegada amb diversos grups comunistes. A principis dels anys 1960 va estar actiu en el context del Partit Comunista d'Alemanya (KPD), que va ser prohibit el 1956, abans que s'unís al Partit Comunista d'Alemanya/Marxistes-Leninistes (KPD/ML), fundat el 1969. El 1970 va deixar la militància al KPD/ML per a participar en l'HamburgerAktionsZentrum (HAZ), fundat el 1971. El 24 de maig de 1972, en una manifestació contra la Guerra del Vietnam organitzada pel HAZ va ser detingut i portat a judici per primera vegada.
Des de mitjans de 1973 va viure en clandestinitat després d'incendiar-se un dipòsit amb productes químics per fabricar explosius. Va ser allà on la policia va trobar proves que l'inculpaven. Posteriorment, va centrar esforços en la creació d'una guerrilla urbana a Hamburg, un grup propi independent de la RAF. El 28 de febrer de 1974 va ser arrestat en la comissió d'un robatori a un banc d'Hamburg. El 30 de maig de 1975 va ser condemnat a dotze anys de presó, i sentenciat a la presó de Celle, per participació en robatori, d'intent d'atemptat amb bomba contra l'Oficina per a la Protecció de la Constitució a Hamburg, d'atemptat amb bomba contra la Casa de la Indústria a Colònia i de la formació d'una organització criminal. El 25 de juliol de 1978 l'Oficina per a la Protecció de la Constitució de la Baixa Saxònia va dur a terme una infructuosa operació de bandera falsa, mitjançant un atac amb bomba contra el centre correccional, per tal d'alliberar presos de la RAF i introduir-ne un informant. Les eines usades a l'atemptat, que es van trobar durant una recerca posterior, van ser introduïdes prèviament a la cel·la de Debus. L'autoria de l'Oficina per a la Protecció de la Constitució no es va conèixer fins al 1986 i, posteriorment, l'operació es va conèixer amb el nom de Forat de Celle.
L'any 1979 va ser transferit a la presó d'Hamburg-Fuhlsbüttel, on a partir de l'11 de febrer de 1981 es va sumar a un vaga de fam, iniciada el 2 de febrer per membres de la RAF després de la negativa a l'alliberament després de l'operació de bandera falsa. A partir del 19 de març de 1981 va ser alimentat per la força. El 8 d'abril va caure en coma i a partir del 10 d'abril va ser sotmès a ventilació artificial. El 16 d'abril es va determinar la seva mort. L'autòpsia va revelar que la causa del traspàs va ser «la mort del teixit cerebral amb hemorràgia cerebral i un augment molt elevat de la pressió arterial». Debus va morir tot i ser alimentat per força, ja que els metges van ignorar els símptomes greus de deficiència de tiamina (vitamina B1). La qüestió de si la vaga de fam o l'error d'alimentació forçós va ser la causa de la mort continua oberta. Aquest fet va determinar el final de la vaga de fam dels presos. Quan l'11 d'abril es va informar públicament de la defunció es van produir enfrontaments entre policies i revolucionaris d'esquerra en algunes ciutats alemanyes.
A causa de la seva participació en una vaga de fam de la RAF i dels antecedents pels quals complia pena de presó, apareix sovint com a membre de la RAF, tot i que l'afiliació organitzativa mai s'ha arribat a demostrar. En la declaració de la RAF sobre l'ocupació i la presa d'ostatges de l'ambaixada de la República Federal Alemanya a Estocolm, el 24 d'abril de 1975, es va sol·licitar l'alliberament de 26 presos, entre els quals hi havia Debus. A més, pocs mesos després de la seva mort, la RAF va anomenar amb el seu nom l'escamot que va atacar el 31 d'agost de 1981 el quarter general de les Forces Aèries dels Estats Units d'Amèrica a Europa, a la base aèria de Ramstein. Debus també va figurar en la declaració de dissolució de la RAF del 1998, juntament amb altres 25 persones que van morir com a membres de grups armats d'esquerra alemanys.